# 平瀨寶螺
平瀨寶螺（学名：Cypraea hirasei）为寶螺科寶螺屬下的一个种。